# Рейовець-Фабричний
Рейо́вець-Фабри́чний (пол. Rejowiec Fabryczny) — місто в східній Польщі.
Належить до Холмського повіту Люблінського воєводства.

## Населення
Демографічна структура станом на 31 березня 2011 року:
|          | Загалом | Допрацездатний вік | Працездатний вік | Постпрацездатний вік |
| -------- | ------- | ------------------ | ---------------- | -------------------- |
| Чоловіки | 2240    | 482                | 1557             | 201                  |
| Жінки    | 2339    | 389                | 1480             | 470                  |
| Разом    | 4579    | 871                | 3037             | 671                  |

## Відомі особистості
В поселенні народився:
- Александр Адамчик (* 1959) — польський актор, мім та артист кабаре.